# Anathallis unduavica
Anathallis unduavica är en orkidéart som först beskrevs av Carlyle August Luer och Roberto Vásquez, och fick sitt nu gällande namn av Alec M. Pridgeon och Mark W. Chase. Anathallis unduavica ingår i släktet Anathallis och familjen orkidéer. Inga underarter finns listade i Catalogue of Life.